# Pyrenopeziza benesuada
Pyrenopeziza benesuada är en svampart som först beskrevs av Louis René Tulasne, och fick sitt nu gällande namn av Gremmen 1958. Pyrenopeziza benesuada ingår i släktet Pyrenopeziza, ordningen disksvampar, klassen Leotiomycetes, divisionen sporsäcksvampar och riket svampar.   Inga underarter finns listade i Catalogue of Life.
I den svenska databasen Dyntaxa används istället namnet Mollisia benesuada för samma taxon.  Arten är reproducerande i Sverige.